# Красногорка (Амурская область)
Красногорка — упразднённое село в Ромненском районе Амурской области, Россия. Исключено из учётных данных в 1974 году.

## География
Село располагалось на правом берегу реки Амаранка (приток Большой Горбыль), на расстоянии примерно 2 километров (по прямой) к юго-востоку от села Амаранка.

## История
В 1930—1950-е годы в селе действовал колхоз «Белорусс».
Решением Амурского исполкома от 7 июня 1974 года № 253, село Красногорка исключено из учётных данных как несуществующее.